# مثلث شرن
مثلث شرن (انگلیسی: Sherren's triangle) ناحیه ای از بیش‌حساسی پوست است که در آپاندیسیت حاد یافت می‌شود. این یافته نخستین بار توسط جراح انگلیسی جیمز شرن توصیف شد. اضلاع مثلث شرن خطوطی است که خار تهیگاهی بالایی پیشین، برآمدگی شرمگاهی و ناف را به هم می‌پیوندد.
مثلث شرن راهنمای خوبی در تشخیص آپاندیسیت گانگرنی است. اگر این بیش‌حساسی در طول بیماری ناپدید شود، نشان دهنده ترکیدن آپاندیس گانگرن‌شده است.